# Daichi Hayashi
Daichi Hayashi (jap. 林 大地, ur. 23 maja 1997 w Osace) – japoński piłkarz występujący na pozycji napastnika w belgijskim klubie Sint-Truidense VV. Były młodzieżowy reprezentant Japonii.